# Luc Lamirault
Luc Lamirault, né le 12 mai 1962 à Chartres, est un chef d'entreprise et homme politique français.
Maire de Saint-Denis-d'Authou puis de la commune nouvelle de Saintigny pendant trente ans de 1989 à 2020, il devient député de la troisième circonscription d'Eure-et-Loir en 2021, en remplacement de Laure de La Raudière.

## Biographie
Luc Lamirault est maire de Saint-Denis-d'Authou de 1989 à 2018, puis de Saintigny, à la suite de la fusion entre Saint-Denis d'Authou et Frétigny, de 2019 à 2020 ; conseiller municipal de Saintigny depuis 2020, conseiller général puis départemental d'Eure-et-Loir de 1992 à 2021 et suppléant de la députée Laure de La Raudière, qu'il remplace le 22 janvier 2021 une fois celle-ci confirmée à la tête de l'autorité de régulation des communications électroniques, des postes et de la distribution de la presse (ARCEP).
À l'Assemblée nationale, Luc Lamirault fait partie lors de son premier mandat du groupe Agir ensemble, lors de son second mandat du groupe Horizons.
Il est le propriétaire et dirigeant de l’entreprise pharmaceutique Medipha Santé,.
En juin 2022, il est réélu député de la troisième circonscription d'Eure-et-Loir à 53,96 % et siègera à la commission des Affaires économiques.
Il fait est rapporteur de la Mission d’information relative au modèle économique du secteur de la pêche, à l'Assemblée nationale,.